# Öjasjön (Torestorps socken, Västergötland)
Öjasjön är en sjö i Marks kommun i Västergötland och ingår i Viskans huvudavrinningsområde. Sjön är 13 meter djup, har en yta på 1,26 kvadratkilometer och befinner sig 107,1 meter över havet. Sjön avvattnas av vattendraget Slottsån (Torestorpsån).

## Delavrinningsområde
Öjasjön ingår i det delavrinningsområde (636802-131664) som SMHI kallar för Utloppet av Öjasjön. Medelhöjden är 135 meter över havet och ytan är 6,11 kvadratkilometer. Räknas de 3 avrinningsområdena uppströms in blir den ackumulerade arean 127,78 kvadratkilometer. Slottsån (Torestorpsån) som avvattnar avrinningsområdet har biflödesordning 2, vilket innebär att vattnet flödar genom totalt 2 vattendrag innan det når havet efter 68 kilometer. Avrinningsområdet består mestadels av skog (61 %). Avrinningsområdet har 1,33 kvadratkilometer vattenytor vilket ger det en sjöprocent på 21,7 %.